# Bongwater
Bongwater is een Amerikaanse komediefilm uit 1997 onder regie van Richard Sears. De film is gebaseerd op de gelijknamige roman van Michael Hornburg.

## Verhaal
David is een luie drugsdealer die zijn dagen doorbrengt met het roken van wiet op zijn bank thuis, samen met zijn vrienden Tony, Robert en Jennifer. Wanneer Jennifer hem voorstelt aan haar vriendin Serena, een ware vrijgeest, is het liefde op het eerste gezicht. Serena is dol op zijn kunst en stelt zijn werk voor aan haar vriendin Mary, die contacten heeft in de kunstwereld. David is blij dat Mary veel belangstelling toont in zijn werk, maar Serena heeft het gevoel dat Mary enkel uit is op seks. David en Serena groeien al snel uit elkaar en op een dag vertrekt ze om haar geluk te vinden in New York.
David heeft moeite om Serena te vergeten en stort zich op zijn relatie met Mary, die niet zo geweldig blijkt te zijn als gedacht. Tijdens een kampeertocht lopen ze muzikant en neo-hippie Devlin tegen het lijf. Mary is geïnspireerd door Devlins levensstijl en verlaat David. David keert vervolgens eenzaam terug naar huis en gaat naar bed met Jennifer, iets waar hij al snel spijt van heeft.
Ondertussen blijkt het leven in New York niet zo geweldig te zijn als gedacht. Serena trekt aanvankelijk in bij haar nieuwe vriend Tommy, maar ze verliest al snel interesse in hem. Ze vindt onderdak bij Bobby, een skater die ze in een café ontmoet. Als hij zich opdringt tegen haar, neemt ze de beslissing om ook hem te verlaten. Teleurgesteld in de stad waar ze zulke hoge verwachtingen van had, raakt ze in een dip. Op een feest besluit ze flink uit haar dak te gaan en ze wordt verkracht door iemand die haar overtuigde om cocaïne te snuiven.
Eenmaal bijgekomen besluit ze New York te verlaten. Ze gaat naar een feest waar ook David aanwezig is en ze herenigen met elkaar.

## Rolverdeling
| Acteur          | Personage      |
| --------------- | -------------- |
| Luke Wilson     | David          |
| Alicia Witt     | Serena Witt    |
| Amy Locane      | Jennifer 'Jen' |
| Brittany Murphy | Mary Wise      |
| Jack Black      | Devlin         |
| Andy Dick       | Tony           |
| Jeremy Sisto    | Robert         |
| Jamie Kennedy   | Tommy          |
| Scott Caan      | Bobby          |